# Работнова, Варвара Яковлевна
Варвара Яковлевна Работнова (1913—2003) — советский передовик производства, бригадир браслетного участка сборочного цеха Ярославского шинного завода. Герой Социалистического Труда (1960).

## Биография
Родилась в 1913 году в городе Ярославль.
C 1932 года после окончания  школы фабрично-заводского ученичества начала работать на заготовительном цехе Ярославского шинного завода, где начался монтаж оборудования. В. Я. Работнова принимала самое непосредственное участие в изготовлении первой покрышки, выпущенной — 7 ноября 1932 года.
С 1941 по 1945 годы в период Великой Отечественной войны В. Я. Работнова трудилась на заводе по 12 часов в день, участвовала в восстановлении цехов после бомбёжки гитлеровской авиации.
С 1945 по 1960 годы В. Я. Работнова постепенно из простой браслетчицы выросла до бригадира и сменного мастера, и  стала одной из лучших работниц предприятия.
10 ноября 1953 года Указом Президиума Верховного Совета СССР «за выдающиеся успехи в трудовой деятельности» В. Я. Работнова была награждена Орденом Трудового Красного Знамени.
7 марта 1960 года Указом Президиума Верховного Совета СССР «в ознаменование 50-летия Международного женского дня, за выдающиеся достижения в труде и особо плодотворную общественную деятельность» Варвара Яковлевна Работнова была удостоена звания Героя Социалистического Труда с вручением Ордена Ленина и золотой медали «Серп и Молот».
После выхода на пенсию по возрасту, еще какое-то время работала в цехе, помогала обучать молодых рабочих.
Жила в городе Ярославль. Умерла в 2003 году.

## Награды
- Медаль «Серп и Молот» (07.03.1960)
- Орден Ленина (07.03.1960)
- Орден Трудового Красного Знамени (10.11.1953)
- Медаль «За трудовую доблесть» (5.01.1950)